# Lauri Läänemets
Lauri Läänemets, född 31 januari 1983 i Tallinn i dåvarande Estniska SSR, är en estnisk socialdemokratisk politiker. Sedan 5 februari 2022 är han partiledare för Socialdemokratiska partiet i Estland och sedan 18 juli 2022 även Estlands inrikesminister i Kaja Kallas andra och tredje koalitionsregeringar.

## Biografi

### Uppväxt och utbildning
Läänemets föddes i Tallinn och tog studentexamen från ekonomigymnasiet i Pirita 2001. År 2009 avslutade han sina studier vid Tallinns universitet med en examen i rekreationsmanagement. 2019 utbildade han sig till kompanibefäl vid Estlands hemvärnsskola.

### Yrkeskarriär och ideella engagemang
Läänemets var studentrepresentant redan under studietiden och har engagerat sig ideellt i olika ungdomsorganisationer. Som studentrepresentant kampanjade han för att påverka regeringen vid skapandet av Tallinns universitet och även för att finansiera renoveringen av universitetets studentbostäder. Han har även varit engagerad som scoutledare, hemvärnsman och hjälppolis. År 2008 ledde han den stora miljöorganisationen Päästkem Eesti Metsad, "Rädda Estlands skogar". 
Han har före sin politiska karriär bland annat arbetat inom Tallinns studentkårer och som kommunal tjänsteman i Tallinns stad.

### Politiker
Läänemets började sin politiska bana inom det dåvarande partiet Estlands folkunion 2008, men bytte parti till Socialdemokratiska partiet 2010 efter det misslyckade samgåendeförsöket mellan partierna. Från 2011 till 2013 var han ordförande för partiets ungdomsförbund, Noored Sotsiaaldemokradid.
Läänemets satt under sin tidiga karriär i Tallinns stadsfullmäktige. Han kandiderade även för Socialdemokratiska partiet till Riigikogu 2011. Han valdes till borgmästare i Väätsa 2013, en post han innehade fram till 2017, då kommunen uppgick i den sammanslagna Türi kommun. År 2019 tog han steget över till riksnivån som kandidat i Järvamaa och Viljandimaa för Socialdemokraterna och valdes in i Riigikogu.
Han valdes 5 februari 2022 till partiordförande för Socialdemokratiska partiet i Estland, som efterträdare till Indrek Saar. Innan dess var han partistyrelsemedlem, vice partiordförande och ordförande för partidistriktet i Järvamaa.